# Vodna postelja
Vodna postelja je postelja, ki ima ležišče napolnjeno z vodo, imenovano vodno jedro. Temperatura vode v vodnem jedru se giblje med 26 in 36 °C. 

## Zgradba
Prvotno so imele vodne postelje trdi okvir, v katerem je bilo eno vodno jedro, zato je bilo moč čutiti tresljaje oziroma valovanje ob premikanju na postelji. Kasnejše generacije vodnih postelj imajo dve ločeni vodni jedri, varnostni bazen ter penasto oziroma mehko ogrodje. Moderna vodna jedra imajo v sebi posebno tkanino, ki duši energijo valovanja. Nekatere imajo pod ledvenim delom še dodatne sloje tkanine, ki omogoča težjim osebam čim pravilnejšo lego v postelji.  Vsako vodno jedro ima tudi grelec ter termostat, s katerim je mogoče uravnavati temperaturo. Moderni keramični termostati imajo komaj merljiv nivo magnetnega sevanja.
Vodna postelja je težka od 500 – 600 kg. Ima posebej narejen podstavek, ki omogoča enakomerno razporeditev teže. Zato ni nevarnosti, da bi preobremenili tla. Vodne postelje imajo vodno jedro visoko vsaj 20 cm, da se telesu lahko popolnoma prilagodi.
Vodno posteljo z mehkimi stranicami lahko po navadi vgradimo v vsako posteljno ogrodje. Vodno posteljo skupaj s svojim lastnim podstavkom preprosto vgradimo v posteljno ogrodje.

## Zgodovina
Dr. William Hooper iz Portsmoutha je patentiral vodno posteljo leta 1883. Prvotno se je vodna postelja uporabljala v zdravstvene namene. Zaradi nezmožnosti zadrževanja vode in nadzora nad temperaturo je njegov izum doživel neuspeh.
Vodne postelje je posodobil Charles Hall leta 1968 in odpravil pomankljivosti Hooperjeve vodne postelje.

## Prednosti
- dolga življenjska doba; ta je sicer odvisna od ravnanja, nege, uporabljene vrste vinila in kakovosti zvarov. Večina proizvajalcev jamči minimalno dobo 5 do 10 let, pomembna pa je izbira take vrste vodne postelje, pri kateri je vsak posamezni sestavni del zamenljiv.
- je modularno zgrajena, zato se sestavni deli enostavno menjujejo
- trdoto si vsakdo nastavi s količino vode
- postelja se popolnoma prilega telesu
- klasično ležišče se suši s pomočjo kroženja zraka, zato se zaradi potenja navlaži, medtem ko je vodna postelja ogrevana in zaradi tega tudi vedno suha
- s tem ko je postelja ogrevana in posledično suha, se zmanjšajo možnosti za razvoj pršic
- primerna je za astmatike, alergike in za ljudi, ki imajo težave s hrbtenico

## Slabosti
- potrebno je vsakoletno dodajanje sredstva za vzdrževanje
- selitev je precej bolj zahtevna kot pri klasičnih ležiščih
- cena je običajno višja od konvencionalnih ležišč